# باشگاه ورزشی ونوس
باشگاه ورزشی ونوس یک باشگاه فوتبال از ماهینا در جزیره تاهیتی در پلی‌نزی فرانسه است. آنها در لیگ ۱ تاهیتی بازی می‌کنند. آنها بازی‌های خانگی را در ورزشگاه مونیسیپال د ماهینا انجام می‌دهند. این باشگاه با باشگاه سن-اتین شراکت دارد.

## افتخارات
- لیگ ۱ تاهیتی: ۱۰ قهرمانی
- جام حذفی تاهیتی: ۹ قهرمانی
- جام قهرمانان تاهیتی: ۲ قهرمانی
- جام تی‌اوام: ۵ قهرمانی
- جام قهرمانان خارج از کشور: ۱ قهرمانی

## آمار قاره‌ای
- ۱۹۹۹: نیمه نهایی
- ۲۰۰۱: مقام سوم
- ۲۰۱۸: مرحله گروهی
- ۲۰۲۰: مرحله گروهی
- ۲۰۲۲: فینال